# 抗建堂
抗建堂位於重慶市渝中区观音岩上纯阳洞13号。
1987年1月23日列為重慶市第二批市級文物保護單位初定名單。1992年3月19日列為重慶市第二批市級文物保護單位。1996年被拆除。2022年7月29日，“抗建堂旧址”被公布为重庆市文物保护单位（革命文物类）。